# アレッシャンドリ・パントージャ
アレッシャンドリ・パントージャ（Alexandre Pantoja、1990年4月16日 - ）は、ブラジルの男性総合格闘家。リオデジャネイロ州リオデジャネイロ出身。アメリカン・トップチーム所属。現UFC世界フライ級王者。UFCパウンド・フォー・パウンド・ランキング5位。アレシャンドレ・パントージャとも表記される。

## 来歴

### The Ultimate Fighter
2016年8月、「The Ultimate Fighter」のシーズン24に参加。ヘンリー・セフード率いるチーム・セフードに所属。フライ級トーナメント1回戦でブランドン・モレノと対戦し、リアネイキドチョークで一本勝ち。準々決勝でカイ・カラ＝フランスと対戦し、判定勝ち。準決勝で扇久保博正と対戦し、判定負けを喫した。

### UFC
2017年1月28日、UFC本戦初戦となったUFC on FOX 23でエリック・シェルトンと対戦し、2-1の判定勝ち。
2018年1月20日、UFC 220でフライ級ランキング10位のダスティン・オーティスと対戦し、0-3の判定負け。
2018年5月19日、UFC Fight Night: Maia vs. Usmanでフライ級ランキング7位のブランドン・モレノと対戦し、3-0の判定勝ち。
2018年11月17日、UFC Fight Night: Magny vs. Ponzinibbioでフライ級ランキング14位の佐々木憂流迦と対戦し、リアネイキドチョークで1R一本勝ち。
2019年4月13日、UFC 236でフライ級ランキング4位のウィルソン・ヘイスと対戦し、右ストレートでダウンを奪いパウンドで1RTKO勝ち。
2019年7月27日、UFC 240でフライ級ランキング4位のデイブソン・フィゲイレードと対戦し、0-3の判定負け。敗れはしたものの、ファイト・オブ・ザ・ナイトを受賞した。
2019年12月21日、UFC Fight Night: Edgar vs. The Korean Zombieでフライ級ランキング9位のマット・シュネルと対戦し、右フックでダウンを奪いパウンドで1RKO勝ち。パフォーマンス・オブ・ザ・ナイトを受賞した。
2020年7月19日、UFC Fight Night: Figueiredo vs. Benavidez 2でフライ級ランキング7位のアスカル・アスカロフと対戦し、0-3の判定負け。
2021年2月6日、UFC Fight Night: Overeem vs. Volkovで元RIZINバンタム級王者マネル・ケイプと対戦し、3-0の判定勝ち。
2021年8月21日、UFC on ESPN: Cannonier vs. Gastelumでフライ級ランキング6位のブランドン・ロイバルと対戦し、リアネイキドチョークで2R一本勝ち。パフォーマンス・オブ・ザ・ナイトを受賞した。
2022年7月30日、UFC 277でフライ級ランキング6位のアレックス・ペレスと対戦し、ネッククランクで1R一本勝ち。2試合連続のパフォーマンス・オブ・ザ・ナイトを受賞した。

#### UFC世界王座獲得
2023年7月8日、UFC 290のUFC世界フライ級タイトルマッチで王者ブランドン・モレノと再戦。1Rに左フックでダウンを奪い、フルラウンドに渡る死闘を制して2-1の5R判定勝ち。王座獲得に成功し、ファイト・オブ・ザ・ナイトを受賞した。
2023年12月16日、UFC 296のUFC世界フライ級タイトルマッチでフライ級ランキング2位の挑戦者ブランドン・ロイバルと再戦し、3-0の5R判定勝ち。王座の初防衛に成功した。
2024年5月4日、UFC 301のUFC世界フライ級タイトルマッチでフライ級ランキング10位の挑戦者スティーブ・エルセグと対戦し、3-0の5R判定勝ち。2度目の王座防衛に成功した。
2024年12月7日、UFC 310のUFC世界フライ級タイトルマッチで挑戦者朝倉海と対戦し、2Rにバックを奪い、そのままリアネイキドチョークで一本勝ち。3度目の王座防衛に成功し、パフォーマンス・オブ・ザ・ナイトを受賞した。
2025年6月28日、UFC 317のUFC世界フライ級タイトルマッチでフライ級ランキング4位の挑戦者カイ・カラ＝フランスと対戦し、3Rにバックを奪い、そのままリアネイキドチョークで一本勝ち。4度目の王座防衛に成功した。

## 人物・エピソード
- UFCフライ級における最多勝利記録「14勝」、最多フィニッシュ勝利記録「8勝」、最多一本勝利記録「6勝」を保持している[18]。
- 新型コロナウイルスのパンデミックで家賃を支払うことが困難となったため、家族を8カ月間アメリカからブラジルに帰国させた。その後、マネル・ケイプ戦のファイトマネーで家の頭金を支払い、グリーンカードを取得したため家族をアメリカに呼び戻したが、当時は経済的に困窮していたため暫くUber Eatsの配達員として働いていた[19]。
- 既婚者であり、2人の息子がいる[20]。

## 戦績

### 総合格闘技
| 総合格闘技 戦績 | 総合格闘技 戦績 | 総合格闘技 戦績 | 総合格闘技 戦績 | 総合格闘技 戦績 | 総合格闘技 戦績 | 総合格闘技 戦績 |
| --------------- | --------------- | --------------- | --------------- | --------------- | --------------- | --------------- |
| 35 試合         | (T)KO           | 一本            | 判定            | その他          | 引き分け        | 無効試合        |
| 30 勝           | 8               | 12              | 10              | 0               | 0               | 0               |
| 5 敗            | 0               | 0               | 5               | 0               | 0               | 0               |

| 勝敗 | 対戦相手                       | 試合結果                             | 大会名                                                                          | 開催年月日     |
| ○    | カイ・カラ＝フランス           | 3R 1:55 リアネイキドチョーク         | UFC 317: Topuria vs. Oliveira 【UFC世界フライ級タイトルマッチ】                 | 2025年6月28日  |
| ○    | 朝倉海                         | 2R 2:05 リアネイキドチョーク         | UFC 310: Pantoja vs. Asakura 【UFC世界フライ級タイトルマッチ】                  | 2024年12月7日  |
| ○    | スティーブ・エルセグ           | 5分5R終了 判定3-0                    | UFC 301: Pantoja vs. Erceg 【UFC世界フライ級タイトルマッチ】                    | 2024年5月4日   |
| ○    | ブランドン・ロイバル           | 5分5R終了 判定3-0                    | UFC 296: Edwards vs. Covington 【UFC世界フライ級タイトルマッチ】                | 2023年12月16日 |
| ○    | ブランドン・モレノ             | 5分5R終了 判定2-1                    | UFC 290: Volkanovski vs. Rodríguez 【UFC世界フライ級タイトルマッチ】            | 2023年7月8日   |
| ○    | アレックス・ペレス             | 1R 1:31 ネッククランク               | UFC 277: Peña vs. Nunes 2                                                       | 2022年7月30日  |
| ○    | ブランドン・ロイバル           | 2R 1:46 リアネイキドチョーク         | UFC on ESPN 29: Cannonier vs. Gastelum                                          | 2021年8月21日  |
| ○    | マネル・ケイプ                 | 5分3R終了 判定3-0                    | UFC Fight Night: Overeem vs. Volkov                                             | 2021年2月6日   |
| ×    | アスカル・アスカロフ           | 5分3R終了 判定0-3                    | UFC Fight Night: Figueiredo vs. Benavidez 2                                     | 2020年7月19日  |
| ○    | マット・シュネル               | 1R 4:17 KO（右フック→パウンド）      | UFC Fight Night: Edgar vs. The Korean Zombie                                    | 2019年12月21日 |
| ×    | デイブソン・フィゲイレード     | 5分3R終了 判定0-3                    | UFC 240: Holloway vs. Edgar                                                     | 2019年7月27日  |
| ○    | ウィルソン・ヘイス             | 1R 2:58 TKO（右ストレート→パウンド） | UFC 236: Holloway vs. Poirier 2                                                 | 2019年4月13日  |
| ○    | 佐々木憂流迦                   | 1R 2:18 リアネイキドチョーク         | UFC Fight Night: Magny vs. Ponzinibbio                                          | 2018年11月17日 |
| ○    | ブランドン・モレノ             | 5分3R終了 判定3-0                    | UFC Fight Night: Maia vs. Usman                                                 | 2018年5月19日  |
| ×    | ダスティン・オーティス         | 5分3R終了 判定0-3                    | UFC 220: Miocic vs. Ngannou                                                     | 2018年1月20日  |
| ○    | ニール・シーリー               | 3R 2:31 リアネイキドチョーク         | UFC Fight Night: Nelson vs. Ponzinibbio                                         | 2017年7月16日  |
| ○    | エリック・シェルトン           | 3R終了 判定2-1                       | UFC on FOX 23: Shevchenko vs. Pena                                              | 2017年1月28日  |
| ○    | ダマッシオ・ペイジ             | 2R 5:00 三角絞め                     | AXS TV Fights: RFA vs. Legacy FC 1 【AXS TVフライ級スーパーファイト王座決定戦】 | 2015年8月5日   |
| ○    | マット・マンサナレス           | 2R 2:38 リアネイキドチョーク         | RFA 18: Manzanares vs. Pantoja 【RFAフライ級タイトルマッチ】                    | 2014年12月9日  |
| ○    | リンコン・デ・サ・オリベリイラ | 5分3R終了 判定3-0                    | Shooto Brazil 45                                                                | 2013年12月20日 |
| ○    | ダニエル・アラウージョ         | 1R 2:13 リアネイキドチョーク         | Watch Out Combat Show 31 【WOCSフライ級トーナメント準決勝】                     | 2013年11月1日  |
| ○    | ホドリゴ・ドス・サントス       | 1R 4:29 リアネイキドチョーク         | MMA Fight Show - Summer Edition                                                 | 2013年3月16日  |
| ○    | リンコン・デ・サ・オリベリイラ | 5分3R終了 判定3-0                    | Shooto Brazil 32                                                                | 2012年7月14日  |
| ○    | サンドロ・ゲマクェ・デ・ソウザ | 3R 3:58 KO                           | Fatality Arena Fight Night 1                                                    | 2011年12月9日  |
| ○    | サムエル・デ・ソウザ           | 1R 1:23 TKO                          | WFC 4 - Pretorian                                                               | 2010年12月22日 |
| ○    | ブルーノ・アゼレード           | 1R リアネイキドチョーク              | Shooto Brazil 18                                                                | 2010年9月17日  |
| ×    | ジュシー・フォルミーガ         | 5分3R終了 判定0-3                    | Shooto Brazil 16 【修斗南米大陸バンタム級チャンピオンシップ】                   | 2010年6月12日  |
| ○    | ハファエル・アルバレス         | 5分3R終了 判定2-1                    | Watch Out Combat Show 6                                                         | 2009年12月12日 |
| ○    | マグノ・アルバレス             | 1R KO                                | Watch Out Combat Show 5                                                         | 2009年9月27日  |
| ○    | マイケル・ウィリアム・コスタ   | 5分3R終了 判定3-0                    | Shooto Brazil 13                                                                | 2009年8月27日  |
| ○    | ブルーノ・モレノ               | 3R 4:09 TKO（ドクターストップ）      | Shooto Brazil 12                                                                | 2009年5月30日  |
| ○    | ガブリエル・ウォルフ           | 3R 5:00 TKO（ドクターストップ）      | Shooto Brazil 11                                                                | 2009年2月28日  |
| ×    | ウィリアム・ビアナ             | 5分3R終了 判定1-2                    | Watch Out Combat Show 2                                                         | 2008年9月25日  |
| ○    | ピーターソン・マルフォート     | 2R 5:00 TKO                          | Rocinha Fight                                                                   | 2008年8月2日   |
| ○    | アントニオ・カルロス           | 1R 5:00 腕ひしぎ十字固め             | Hikari Fight                                                                    | 2007年7月21日  |

### 総合格闘技エキシビション
| 勝敗 | 対戦相手             | 試合結果                     | 大会名                                        | 開催年月日    |
| ×    | 扇久保博正           | 5分2R終了 判定0-3            | The Ultimate Fighter: Tournament of Champions | 2016年8月3日  |
| ○    | カイ・カラ＝フランス | 5分2R終了 判定3-0            | The Ultimate Fighter: Tournament of Champions | 2016年7月26日 |
| ○    | ブランドン・モレノ   | 2R 3:44 リアネイキドチョーク | The Ultimate Fighter: Tournament of Champions | 2016年7月13日 |

## 獲得タイトル
- 第7代UFC世界フライ級王座（2023年）
- 初代AXS TVフライ級スーパーファイト王座（2015年）
- 第4代RFAフライ級王座（2014年）

## 表彰
- UFC ファイト・オブ・ザ・ナイト（2回）
- UFC パフォーマンス・オブ・ザ・ナイト（4回）